# N-Town-cyclus
De  N-Town-cyclus is een uit de 15e eeuw daterende cyclus of serie van 42 Engelse    mysteriespelen.
De cyclus is onder verschillende namen bekend geweest, maar de aanduiding N-Town Plays is de meest gangbare. In het verleden gehanteerde namen waren Hegge Plays, naar de 17e-eeuwse Sir Robert Hegge, die het manuscript in bezit had, en Ludus Conventriae, omdat lange tijd gedacht werd dat het hier ging om spelen uit de Coventry-cyclus, wat niet het geval bleek. Het manuscript bevindt zich momenteel in de British Library.
De spelen van N-Town wijken op een aantal punten af van de andere bekende cyclussen van York, Wakefield, Chester en Coventry.
Het meest in het oog springende verschil is dat de benaming niet, zoals bij de genoemde cycli, rechtstreeks verwijst naar een stad waar de spelen werden opgevoerd. De aanduiding 'N' zou staan voor het Latijnse 'nomen' (naam), wat erop duidt dat de spelen in verschillende plaatsen konden worden opgevoerd, waarbij in de mondelinge en schriftelijke aankondigingen de N vervangen kon worden door de naam van de betreffende stad.
Een tweede verschil is dat de spelen in deze cyclus soberder van aard zijn, in die zin dat ze niet de volkse humor bevatten die in de andere series zo duidelijk aanwezig is. Bovendien is er in deze serie stukken meer dan in de andere aandacht voor de figuur van Maria. 
Verder was de opvoering van deze spelen kennelijk niet, zoals bij de andere, verbonden aan het in de Engelse middeleeuwen belangrijke feest van Corpus Christi, maar kon de opvoering ook op andere hoogtijdagen plaatsvinden, mogelijk verspreid over meerdere dagen. Ook kon er gekozen worden uit een selectie van de stukken en werden ze niet per se opgevoerd in de vorm van wagenspelen, maar op een vaste locatie.
Een overeenkomst met de andere cyclussen is dat de bekende Bijbelverhalen worden behandeld, van de val van Lucifer en de schepping tot het Laatste Oordeel. De traditionele associatie met de stadsgilden is echter niet aantoonbaar.